# Mélanie de Jesus dos Santos
Mélanie de Jesus dos Santos (ur. 5 marca 2000 w Schœlcher na Martynice) – francuska gimnastyczka, trzykrotna mistrzyni Europy.
W 2013 roku przeprowadziła się do Francji i dołączyła do narodowej drużyny w Saint-Étienne. Dwa lata później w lipcu podczas letniego olimpijskiego festiwalu młodzieży Europy zerwała więzadło krzyżowe. Przeszła operację, po której po kilku miesiącach wróciła do występów w gimnastyce.